# Henry Wingo
Henry Wingo (Seattle, 1995. október 4. –) amerikai labdarúgó, a Toronto játékosa.

## Pályafutása

### Klubcsapatokban
1995. október 4-én született a Washington állambeli Seattle-ben. A helyi csapatban, a 2007-ben alapított Seattle Sounders FC-ben kezdett futballozni, itt írta alá első szerződését is. Két évet töltött a klub utánpótlásában, majd 2014-ben az U23-as csapattól a Washington Huskies együtteséhez került. A fővárosi klub fél évvel később kölcsönadta a PSA Elite-nek, de három hónappal később visszatért Washingtonba.
2017 januárjában újra nevelőegyesületében játszhatott, ahol egy rövid kitérővel megjárta a klub második csapatát is. A Sounders FC megválni nem szeretett volna tőle, így többször is kölcsönadta a másodosztályban szereplő - az időközben Tacoma Defiance névre átkeresztelt – második számú csapatának. Tagja volt a Seattle felnőtt csapatának abban a szezonban, amikor az együttes megnyerte az észak-amerikai labdarúgó bajnokságot, azaz az MLS-t.
A védelem és a középpálya jobb-, illetve baloldalán ugyancsak bevethető amerikai labdarúgó 2019 augusztusában igazolt a tengerentúlra,a Moldéhoz. Első norvégiai szezonjában (Norvégiában őszi-tavaszi a bajnokság lebonyolítása) a csapattal megnyerte a bajnokságot, kivívva ezzel a Bajnokok Ligája selejtezőjében való indulás jogát.
A Molde a selejtezőket egészen a rájátszásig sikeresen vette. A Ferencvárossal a Bajnokok Ligája kétmérkőzéses playoffjában találkozott Wingo. Az amerikai védő a párharc első, 3-3-ra végződő találkozóján végig a pályán volt. Miután a Fradi az idegenben szerzett találatainak köszönhetően bejutott a Bajnokok Ligája főtáblájára, a norvég bajnok az Európa Liga csoportkörében folytathatta a szereplést. Wingo a hat csoportmérkőzésből négyen végig a pályán volt: az Arsenal elleni két összecsapáson, valamint a Dundalk és a Rapid Wien elleni győzelem alkalmával. Wingo remekül szerepelt a csoportban a Moldéval, amely 10 pontot szerzett és második helyen továbbjutott az egyenes kieséses szakaszba.
Wingo rendszeresen pályára lépett a 2020-as norvégiai bajnokságban is, húsz bajnokin szerepelt, ezeken két gólt szerzett és volt egy gólpassza is. A Molde ebben az esztendőben az ezüstérmet szerezte meg hazájában.

#### Ferencváros
2021 elején Magyarországra igazolt. Január 27-én a Budafok elleni meccsen lépett először pályára a magyar bajnokságban. A 2020–21-es szezonban bajnoki címet szerzett. Augusztus 24-én a svájci Young Boys elleni Bajnokok Ligája-selejtező mérkőzésen megszerezte első gólját a Ferencváros színeiben. A 2021–22-es idényben bajnok és kupagyőztes lett. 2023. szeptember 27-én játszotta az 50. bajnoki mérkőzését a zöld-fehéreknél. Három nappal később az MTK ellen 6–1-re megnyert találkozón lőtte első gólját az NB I-ben.

#### Toronto
Miután 2024 nyarán lejárt a szerződése a Ferencvárosnál, ingyen igazolt a hazája élvonalában szereplő Toronto csapatához. A 29 éves jobbhátvéd eddig öt mérkőzésen játszott, egy gólpasszt adott, igaz, sérülés is hátráltatta. A Toronto FC viszont lemaradt a rájátszásról.

## Sikerei, díjai
Molde
- Norvég bajnok (1): 2019

 Ferencváros
- Magyar bajnok (4): 2020–21[12] 2021–22,[13] 2022–23,[14] 2023–24
- Magyar kupagyőztes (1): 2022[15]
- Magyar kupa ezüstérmes (1): 2024[16]